# 현물출자
현물출자(現物出資)는 회사설립 또는 신주발생시에 금전 이외의 재산으로 하는 출자이다. 이는 금전출자에 대하 예외로, 회사 사업을 경영하면서 특정한 재산을 필요로 하는 경우에 인정된다. 출자의 목적이 될 수 있는 재산은 대차대조표 상의 자산으로 인정될 수 있는 양도가능한 자산으로 동산, 부동산, 무체재산권은 물론 고객관계, 영업상의 비결 등 금전적 가치가 있는 것이라면 모두 가능하다. 회사 설립시에 현물출자를 하려면 정관에 현물출자를 하는 자의 성명과 그 목적인 재산의 종류, 수량, 가격 및 이에 대하여 할당되는 주식의 종류와 수를 기재하면 된다. 반면, 신주발행시에 현물출자는 회사설립시의 절차와 동일하나 모든 것을 이사회에서 결정한다.

## 관련조문

### 제290조 (변태설립사항)
다음의 사항은 정관에 기재함으로써 그 효력이 있다.
1. 발기인이 받을 특별이익과 이를 받을 자의 성명
2. 현물출자를 하는 자의 성명과 그 목적인 재산의 종류, 수량, 가격과 이에 대하여 부여할 주식의 종류와 수
3. 회사성립후에 양수할 것을 약정한 재산의 종류, 수량, 가격과 그 양도인의 성명
4. 회사가 부담할 설립비용과 발기인이 받을 보수액

### 제416조 (발행사항의 결정)
회사가 그 성립후에 주식을 발행하는 경우에는 다음의 사항으로서 정관에 규정이 없는 것은 이사회가 이를 결정한다. 그러나 본법에 다른 규정이 있거나 정관으로 주주총회에서 결정하기로 정한 경우에는 그러하지 아니하다.<개정 1984.4.10>
1. 신주의 종류와 수
2. 신주의 발행가액과 납입기일
3. 신주의 인수방법
4. 현물출자를 하는 자의 성명과 그 목적인 재산의 종류, 수량, 가액과 이에 대하여 부여할 주식의 종류와 수
5. 주주가 가지는 신주인수권을 양도할 수 있는 것에 관한 사항
6. 주주의 청구가 있는 때에만 신주인수권증서를 발행한다는 것과 그 청구기간

### 영업의 현물출자가 영업양도에 해당하는지 여부
영업을 출자하여 주식회사를 설립하고 그 상호를 계속 사용하는 경우에는 영업의 양도는 아니지만 출자의 목적이 된 영업의 개념이 동일하고 법률행위에 의한 영업의 이전이라는 점에서 영업의 양도와 유사하며, 채권자의 입장에서 볼 때는 외형상의 양도와 출자를 구분하기 어려우므로 새로 설립된 법인은 상법 제42조 제1항의 규정의 유추적용에 의하여 출자자의 채무를 변제할 책임이 있다

## 같이 보기
- 변태설립사항